# Бенджамін Крем
Бенджамін Крем (англ. Benjamin Creme; 5 грудня 1922, Глазго — 24 жовтня 2016, Лондон) — шотландський художник, міжнародний лектор, езотерик, письменник, головний редактор некомерційного журналу та сайту «Share International». Він стверджує, що Нове пришестя Великого Вчителя, передбачене багатьма релігіями, прийме форму «Майтреї», 
Всесвітнього Вчителя. Буддисти називають Майтреєю Будду майбутнього, але Крем стверджує, що Майтрейя — це Вчитель, на появу якого вказували й сподівалися всі світові релігії. Інші його імена, згідно Крему, це: Христос, Імам Махді, Крішна і Месія. Крем каже, що Майтрейя, «Аватар ери Водолія», починаючи з 19 липня 1977 року живе в Лондоні. (Подробиці ховаються).

## Ідейні основи
Бенджамін Крем відносить себе до езотеричної традиції, початок якій поклала Олена Блаватська, а продовжувачами стали Олена Реріх і Аліса Бейли. Слідом за вищеназваними авторами, він стверджує, що на нашій планеті існує колектив Майстрів Мудрості, людей, що досягли рівня повної досконалості, можливого на планеті Земля. Майстра Мудрості здійснюють Божественний План еволюції на нашій планеті. Саме Вони надихнули великі досягнення людства, діючи через таємних учнів у всьому світі. За результатами діяльності таких учнів, людство називало їх «талантами», «геніями», «святими» та «пророками». Колектив Майстрів Мудрості називається «Духовна ієрархія». Саме з цього Джерела походять усі світові религии. Майстра вказують шлях і вчать, але тільки саме людство, добровільно відгукуючись на Їх натхнення, створює нові культури і цивілізації. Нині вперше за багато тисяч років, говорить Крем, Майстри Мудрості цілим колективом повертаються в наш світ.

## Біографія
Бенджамін Крем народився 5 грудня 1922 року Глазго, Шотландія. Проживав у Лондоні з 1946 року, одружений. Здатність бачити ефірні шари матерії у Бенджаміна Крему виявлялася ще у віці чотирьох років. Науковий доказ існування ефірних шарів матерії він отримав в кінці 40-х років, виготовивши прилад «Оргонный акумулятор Вільгельма Райха». У віці 14 років він зацікавився езотерикою, коли прочитав книгу Олександри Девід-Ниль «Містики і маги Тибету». Ця і інші книги спонукали його розвивати самовладання: влада духовної волі над тілом, бажаннями і думками. З початку 50-х років праці Блаватської, Ледбитера, Гурджієва, Успенського, Патанджалі, Бейлі, Реріх, Вівекананди, Йогананди, Шивананды, Шрі Рамана Махарші надихнули Крема інтенсивно займатися концентрацією, а потім медитацією, в результаті чого він пережив стан просвітлення.

### 1959 Підготовка до служіння
Крем каже, що у нього ніколи не виникало бажань отримувати настанови від Майстра Мудрості. Тому, коли до нього в гості прийшов учень Духовної Ієрархії і сказав, що Майстер Мудрості буде передавати Крему телепатични послання, це стало для нього повною несподіванкою. Перший раз його Вчитель вийшов з ним на телепатичний контакт в січні 1959 року, і попросив прийти на зустріч з людьми у призначений час, в призначене місце в Лондоні. Зустріч відбулася, це стало доказом, що його ментальна телепатія — не ілюзія. Тоді ж, у 1959 році відбувся перший телепатичний контакт з Майтрейей, який подарував Бенджаміну Крему незвичайне переживання: одночасне бачення минулого і майбутнього. Майтрейя обіцяв прийти сам, приблизно до 1980 року і запропонував взяти участь у підготовці цієї події. Крем погодився, і після цього Майстер Мудрості приступив до інтенсивного навчання Крема, з метою встановити більш надійну телепатичний зв'язок і вдосконалити характер Крема. Учитель доручив Крему записувати на магнітофон інформацію, яка потім увійшла до книг Бенджаміна Крема.

### 1975 Початок служіння
Вперше до своєї публічної місії Крем приступив 30 травня 1975 року в Будинку Друзів на Эустон Роуд у Лондоні, Англія. У його виступі головним було те, що в наш світ повертається колектив просвітлених духовних вчителів, які покажуть людству шлях в еру Водолія, еру загального миру і братерства, заснованого на принципах любові та взаємодопомоги. На чолі цього колективу був і буде великий аватар, Майтрейя, Світовий Вчитель, приходу якого очікують у наш час найбільші релігії, як Довгоочікуваного: Він — Христос для християн, Імам Махді для мусульман, Крішна для індусів, Месія для євреїв, 5-й Будда для буддистів. З 1975 по 1979 рік Крем давав лекції в різних країнах Європи. Під час свого першого турне по США в 1980 році він виступив перед великими аудиторіями у багатьох великих містах цієї країни. Нині він виступає з лекціями і бере участь в конференціях в країнах Західної та Східної Європи, в Японії, Австралії, Новій Зеландії, Канаді, Мексиці, і робить в рік два турне з лекціями по США. Тільки в США він дав більше ніж 300 інтерв'ю радіо і телебаченню. З 1981 року почав видаватися щомісячний журнал «Share International», головний редактор Бенджамін Крем.

### 1982 Прес-конференція уЛос-Анджелесі
Крем не одноразово підкреслював, що Майтрея діє за Законом, не дозволяє робити замах на свободу волі (свободу вибору) людства. Щоб Всесвітній Вчитель виступив, саме людство має запросити Його через своїх представників — Засоби Масової Інформації, ЗМІ. У квітні 1982 Крем розмістив в газетах багатьох країн світу рекламні оголошення, озаглавлені «Христос вже тут». Згідно Крему, «Христос», якого він також називав «Майтрейя», заявить про своє існування за допомогою всесвітньої телевізійної трансляції, але для цього ЗМІ повинні запросити його виступити через об'єднані телевізійні мережі. Ні в цих оголошеннях, ні в лютневому 1982 виступі на телебаченні США, Крем не називав місце перебування Майтрейї. 14 травня 1982 року Бенджамін Крем зібрав прес-конференцію в Лос-Анджелесе, США. Понад 90 представників ЗМІ почули, як Бенджамін Крем вперше оголосив, що Майтрейя живе в азіатській громаді, в районі провулка Брік, в Лондоні. На запитання одного з присутніх журналістів: «А що якщо хто-то спробувати убити його?» — Крем відповів, що Майтрейя невразливий. На прес-конференції Крем заявив, що коли настане «День Декларації», Христос виступить через міжнародні телевізійні канали, сполучені супутниками зв'язку. Всі, хто будуть дивитися на екран, побачать обличчя Майтреї, але він не буде говорити. Він встановить телепатичний зв'язок з усім людством одночасно. Поки Христос буде передавати телепатичне послання, кожна людина не тільки зрозуміє його, але зазнає набагато більше почуття любові, ніж мав коли-небудь раніше. Це найпотужніший вилив енергії любові викличе сотні тисяч «чудових» зцілень одночасно. Так людство отримає доказ, що Майтрейя — Всесвітній Учитель. Крем кинув ЗМІ виклик: якщо журналісти зроблять серйозні зусилля, щоб шукати і знайти Майтрейю, то Майтрейя відкриє їм себе. Але ЗМІ не прийняли цей виклик, ніхто із запрошених на прес-конференцію журналістів не поїхав в Лондон на пошуки Майтрейи. Бенджаміну Крему і його колегам знадобилися роки напруженої роботи, перш ніж спочатку окремі незалежні журналісти, а потім і представники телебачення приступили до пошуків Майтрейї. Як пише Крем, енергія, витрачена цими журналістами, зрівноважила закон Вільної волі і дозволила Майтрейе заявити про себе більш відкрито.

### 1988 Майтрейя в Найробі
22 червня 1988 р. журнал «Кенія Таймс» опублікував статтю з фотографіями людини в біблійних шатах, озаглавлену «Сам Ісус Христос відвідав наш город?». У статті говорилося, що 4 червня 1988 в годину дня над церквою Вифлеєм в передмісті Найробі спалахнула надзвичайно яскрава зірка, і продовжувала горіти над цим місцем вдень і вночі, а через тиждень, 11 червня 1988 року під час молитви 6000 віруючих тут «ніби з повітря» з'явився чоловік у білих шатах. Він виголосив коротку промову на місцевому діалекті, а потім зник таким феноменальним способом. Десятки людей були раптово зцілені. Новина облетіла світові ЗМІ. А Бенджамін Крем прокоментував: цей чоловік був Майтрейя. З 1989 по 2002 рр. Крем публікував у своєму журналі повідомлення про чудесні появи Майтрейї перед зборами віруючих різних віросповідань. Поблизу місць появи Майтрейї пізніше люди виявили джерела «дивотворной» цілющої воды.

### 1989-1991 Збулися пророкування
У період 1989—1991 років Крем у своєму журналі «Міжнародна взаємодопомога» опублікував ряд політичних прогнозів, які журналу передавав співробітник Майтрейї. Ці прогнози збулися з дивною точністю: падіння Берлінської стіни, кінець комуністичного режиму в Радянському Союзі, звільнення Нельсона Мандели, припинення апартеїда Південній Африці, звільнення викраденого правозахисника Terry Waite, передчасна відставка Маргарет Тетчер та багато інших. Ці передбачення журнал «Міжнародна взаємодопомога» публікував і розсилав у вигляді прес-релізів для міжнародної преси. Збірник передбачень увійшов до книги Бенджаміна Крему «Місія Майтреї, том 2».

### 2000 Майтрейя запрошений на телебачення
В кінці 1990-х Крем зробив заяву, що велика телевізійна мережа США запросила на інтерв'ю Майтрейю, і що він прийняв запрошення. 2000 році з'явилося повідомлення, що Майтрейя прийняв запрошення з боку телебачення Японії. У 2000 році Крем писав: 
«ринок цінних паперів упаде, і стане очевидно, що це сталося насправді, тоді з'явиться Майтрейя. Він скористається раніше отриманими запрошенням і виступить на головних телевізійних каналах США, а потім — Японії. Після цього телевізійні мережі всіх країн захочуть взяти інтерв'ю у цієї незвичайної людини. Він не буде називати себе Майтрейей. Його не будуть представляти, як Христа або Всесвітнього Вчителя, а всього лише як людину, одного з нас, але незвичайної мудрості, зримою любові, який дбає про людей всього світу — не якоїсь однієї групи, а про всіх людей, де б вони не жили, і будь-якого статусу. Народи будуть слухати Його, і Його голос буде почутий. Він висловить потребу більшої частини людства в справедливості і свободі, у праві на життя в пристойних умовах, які більшість з нас на Заході вважають звичайними».

### 2009 Зірка Майтрейї
12 грудня 2008 року журнал «Share International» розповсюдив прес-реліз, повідомляючи, що в самому найближчому майбутньому велика яскрава зірка з'явиться на небі, видима в різних країнах світу вдень і вночі. І незабаром після цього Майтрейя дасть перше інтерв'ю великій телевізійної програми США. З перших чисел січня 2009 року про спостереженнях надзвичайно яскравої зірки прийшли повідомлення з Норвегії, Південної Африки, Сполучених Штатів, Дубаї і Катару. Весь 2009 рік у своїх виступах Крем приділяв багато уваги повідомленням і фотографіям «Зірки-Знамення».

### 2010 Майтрейя виступає на телебаченні
14 січня 2010 року Бенджамін Крем оголосив, що Майтрейя вже виступив з інтерв'ю у великій телевізійної мережі США, що він буде виступати на телебаченні США та інших країн і буде говорити про необхідність врятувати голодуючих, реформувати світову економічну систему, забезпечити міжнародну справедливість, і завдяки цьому гарантувати мир у всьому світі. Бенджамін Крем сказав, що Майтрейя представляється іншим ім'ям, виглядає, як звичайна людина, і буде приховувати свій статус Світового Вчителя до самого Дня Декларації. У журналі «Share International» за квітень 2010 Бенджамін Крем заявив наступне: 
«В даний час Майтрейя дає інтерв'ю в Америці. Але Він відправиться з Америки в багато країн: в Японію, Європу, Південну Америку, Росію і Китай. Він буде говорити зі світом. При цьому не забувайте, що коли Він говорить під час інтерв'ю, в більшості випадків відбувається трансляція через Інтернет. Відбуваються потужні трансляції через найбільші телепрограми та через Інтернет. Його можуть одночасно бачити і чути мільйони людей. Так мільйони людей почують і отримають доступ до всіх інтерв'ю, які Він дасть».
 В кінці січня 2010 року декілька телеглядачів з США, не пов'язані з «Міжнародної взаємодопомогою», опублікували своє припущення, що Майтрейя — це американський академік Радж Пател, оскільки саме він, 12 і 13 січня 2010 року в інтерв'ю на різних телепрограмах США виступав на захист голодуючих і говорив про непридатність нинішньої економічної системи. Після того, як ця історія потрапила в ЗМІ, 20 квітня 2010 року Бенджамін Крем дав інтерв'ю «Гардіан», озаглавлене «Радж Пател не Майтрейя, але Світовий Вчитель тут, і він необхідний». У своїх книгах і статтях Крем безліч разів наголошував, що його завдання — тільки підготувати ґрунт для виступу Майтреї, а знайти Майтрейю (Який не називає себе Майтрейей) і влаштувати йому міжнародну прес-конференцію — це завдання ЗМІ. Крем писав: Майтрейя не бажає, щоб його називали цим іменем. Він воліє виступати, як звичайна людина, один з нас. Тоді народи зможуть поставитися до його слів без упереджень. Упередження і ворожість неминучі, якщо заявити, що Він — Христос, Будда Майтрейя, Імам Махді, Месія. Ці імена стануть перешкодою на шляху до вільного сприйняття Його ідей про реконструкцію нашого світу. Ці ідеї повинні нам сподобатися. Ми повинні самі захотіти щедрості, справедливості і міцного миру в усьому світі. Бенджамін Крем не заявляє про свій духовний статус і не приймає грошової винагороди за свою роботу в журналі, за свої лекції, книги і статті. Добровольці з різних країн переклали і надрукували його твори на багатьох языках.

### Книги Бенджаміна Крему російською
- Майтрейя. Велике зближення (М.: Амріта-Русь, 2010. — 336 с. — ISBN 978-5-413-00157-8)
- Майтрейя. Вчення вічної мудрості (М.: Амріта-Русь, 2010. — 384 с. — ISBN 978-5-94355-612-8)
- Майтрейя. Майбутнє цивілізації (М.: Амріта-Русь, 2010. — 384 с. — ISBN 978-5-94355-608-1)
- Місія Майтреї, том 3, частина 2 (М.: Амріта-Русь, 2007. — 384 с. — ISBN 5-94355-526-9)
- Місія Майтреї, том 3, частина 1 (М.: Амріта-Русь, 2006. — 384 с. — ISBN 5-94355-462-9)
- Місія Майтреї, том 2, частина 2 (М.: Амріта-Русь, 2006. — 432 с. — ISBN 5-94355-412-2)
- Місія Майтреї, том 2, частина 1 (М.: Амріта-Русь, 2006. — 416 с. — ISBN 5-94355-357-6)
- Трансмісія. Медитація Нової Ери. (М.: Амріта-Русь, 2006. — 240 с. — ISBN 5-94355-423-8)
- Місія Майтреї, том 1 (М.: Амріта-Русь, 2005. — 448 с. — ISBN 5-94355-318-5)
- Вчення вічної мудрості (М.: Торус-Прес, 2004. — 64 с. — ISBN 5-94588-026-4)
- Друге пришестя Христа і Вчителів Мудрості (М.: Нива Росії, 1999. — 272 с. — ISBN 5-260-00820-0)
- Сайт «Книги Бенджаміна Крему» [Архівовано 24 лютого 2015 у Wayback Machine.]
- Сайт «Міжнародна взаємодопомога» [Архівовано 9 травня 2015 у Wayback Machine.]

### Книги Бенджаміна Крему на англійській
- The Gathering of the Forces of Light (Published: Share International Foundation, 2010 ISBN 978-90-71484-46-9 Paperback: 240 pages)
- The Awakening of Humanity [Архівовано 18 грудня 2011 у Wayback Machine.] (Published: Share International Foundation, 2008 ISBN 978-90-71484-41-4 Paperback: 141 pages)

## См. також
- Міжнародна взаємодопомога
- Радж Пател
- Аліса А. Бейлі
- Олена Блаватська